# Església de Sant Bartomeu (Marne)
L'església de Sant Bartomeu és una església del poble de Marne, a Filago, Itàlia, que va ser construïda durant el segle xii. L'església original, d'estil romànic, va ser construïda en la primera meitat del segle xii. De l'edifici original només queda l'absis semicircular. Va ser renovat i ampliat als segle xix i XX. La part externa de l'absis va ser restaurada entre 1984 i 1988.

## Galeria fotogràfica

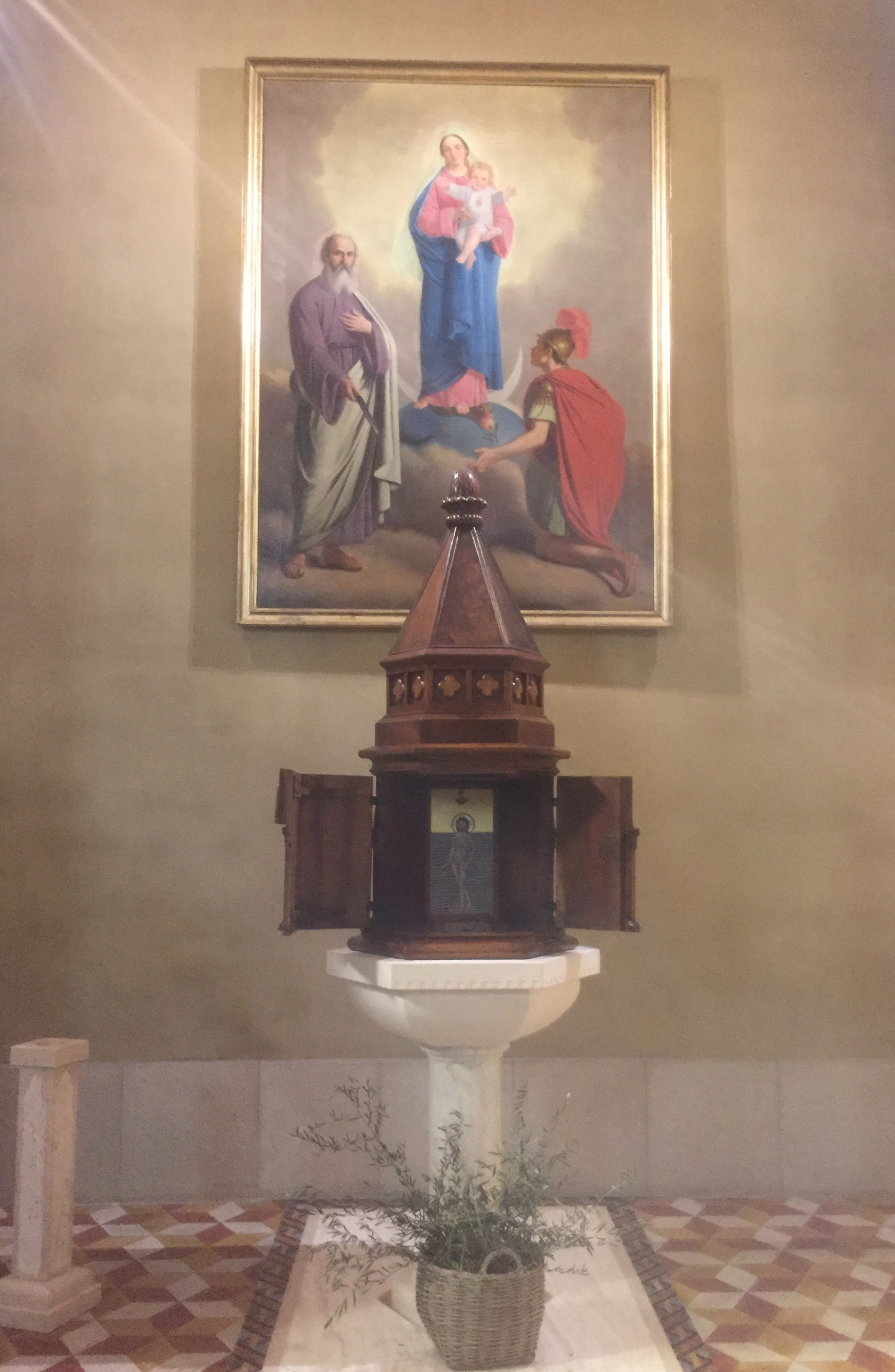
La pila baptismal
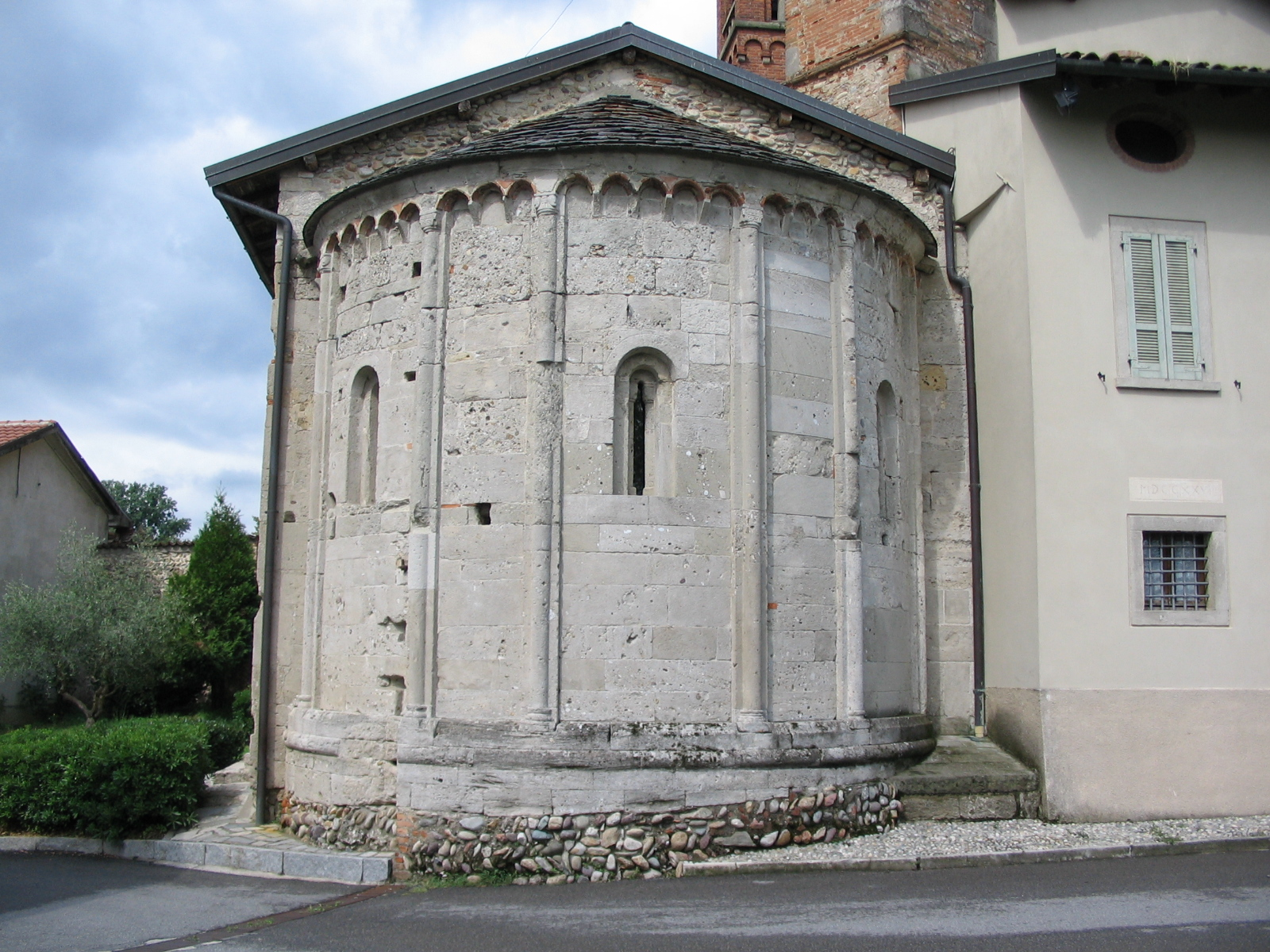
L'absis